# Зиновиос, Хармолаос
Хармолаос Зиновиос (1805, Тимишоара — 1884, Афины) — деятель греческого национально-освободительного движения.

## Биография
Родился в Тимишоаре в 1805 году в греческой семье родом из Македонии.
С началом Греческой освободительной войны 1821—1830 годов примкнул к греческим гетеристам в Молдово-Валахии и участвовал в сражении при Драгашанах 1821 года.
Выжил и сумел добраться до Пелопоннеса. Участвовал в осаде Коринфа 1823 года, походе на остров Эвбея, осаде крепостей Корони и Метони в 1827 году.
По окончании войны поступил в военную академию, а по завершении учёбы вернулся на службу в артиллерию, где дослужился до звания генерала.
Писатель, издал несколько военных трудов.
Умер в Афинах в 1884 году.